# Emmerich Joseph von Dalberg
Emmerich Joseph von Dalberg, noto anche in francese come Emmerich-Joseph de Dalberg (Magonza, 31 maggio 1773 – Worms, 27 aprile 1833), è stato un politico, diplomatico e nobile tedesco naturalizzato francese.

## Biografia

### I primi anni e la carriera diplomatica
Emmerich Joseph Wolfgang Heribert von Dalberg nacque a Magonza, allora capitale dell'Elettorato di Magonza, il 31 maggio 1773. Suo padre era Wolfgang Heribert von Dalberg, uomo di stato del Margraviato di Baden. Emmerich era nipote di Karl Theodor von Dalberg, arcicancelliere del Sacro Romano Impero, principe primate della Confederazione del Reno e granduca di Francoforte. La sua famiglia lo avviò in un primo tempo alla carriera ecclesiastica ottenendogli un canonicato, ma successivamente lo avviò alla carriera diplomatica e per questo lo inviò a studiare diritto all'Università di Gottinga, in Bassa Sassonia, sotto la sapiente guida di Georg Friedrich von Martens e Johann Stephan Pütter.
Dalberg si trovava come attaché a Vienna presso l'ufficio di Johann Aloys Josef von Hügel alla cancelleria imperiale per conto di suo zio che aveva preso le parti dei francesi napoleonici, ma venne richiamato e nominato cancelliere del regno di Baviera. Dopo la firma del trattato di Lunéville (9 febbraio 1801) tra la prima repubblica francese e Francesco II del Sacro Romano Impero, venne accreditato come ambasciatore a Parigi per conto del margraviato di Baden. Negoziò quindi il matrimonio tra il giovane granduca Carlo di Baden e la principessa Stéphanie de Beauharnais, nipote dell'imperatrice Josephine. Talleyrand gli fu amico e lo spinse a sposare madmoiselle Brignole, una delle dame di compagnia dell'imperatrice nonché sorella del politico e diplomatico genovese Antonio Brignole Sale.
Dopo la firma del trattato di Vienna nel 1809, Dalberg venne naturalizzato cittadino francese ed incaricato di negoziare il matrimonio di Napoleone con l'arciduchessa Maria Luisa d'Asburgo-Lorena. Il 14 aprile 1810 venne creato duca dell'impero col titolo di "duca di Dalberg". Divenne consigliere di stato il 14 ottobre 1810 con abbinato un generoso compenso. Quando Talleyrand cadde in disgrazia, anch'egli cadde con lui.

### La restaurazione borbonica

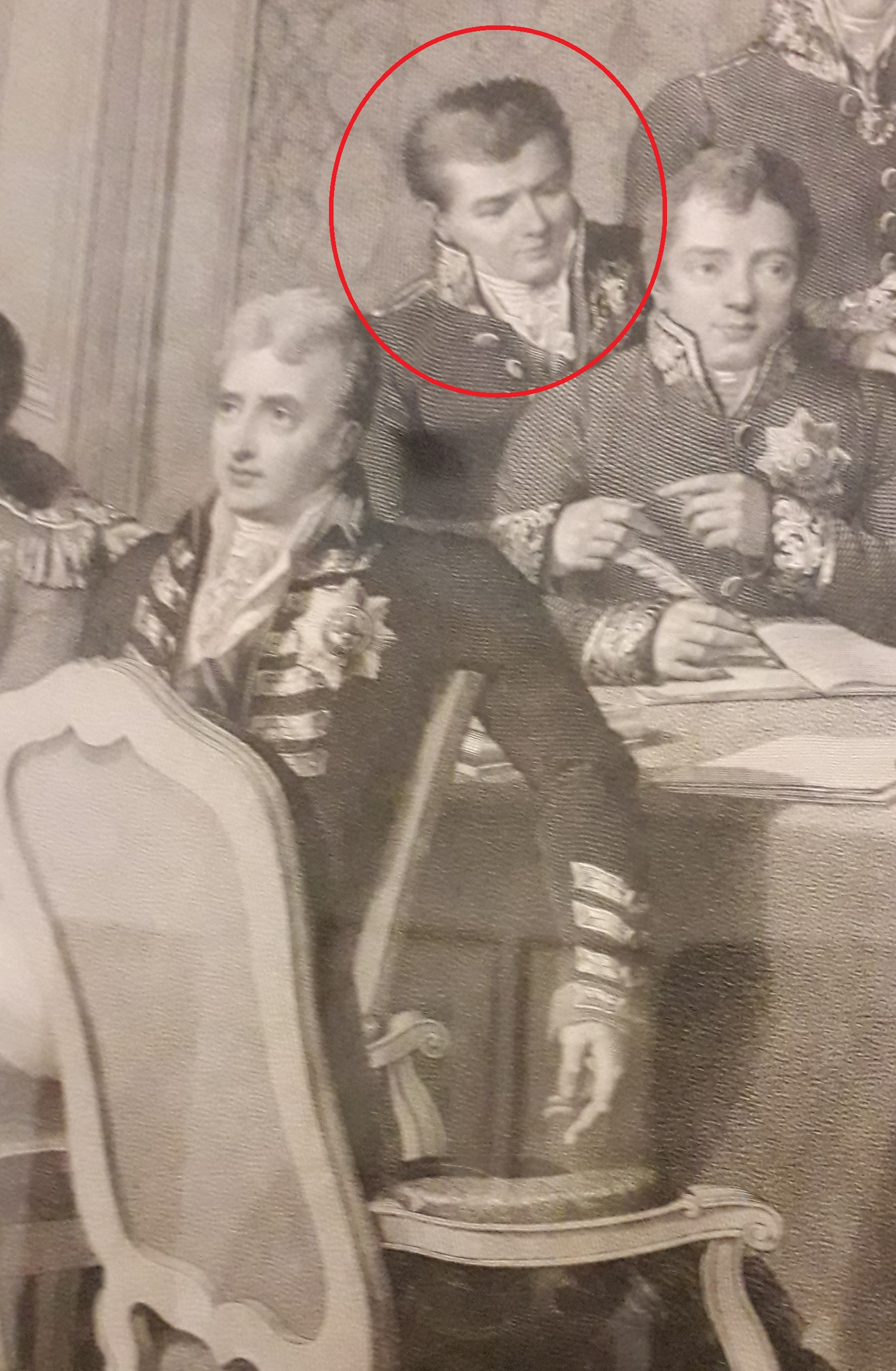
Particolare del dipinto di Jean-Baptiste Isabey raffigurante il Congresso di Vienna: Dalberg ai lavori congressuali

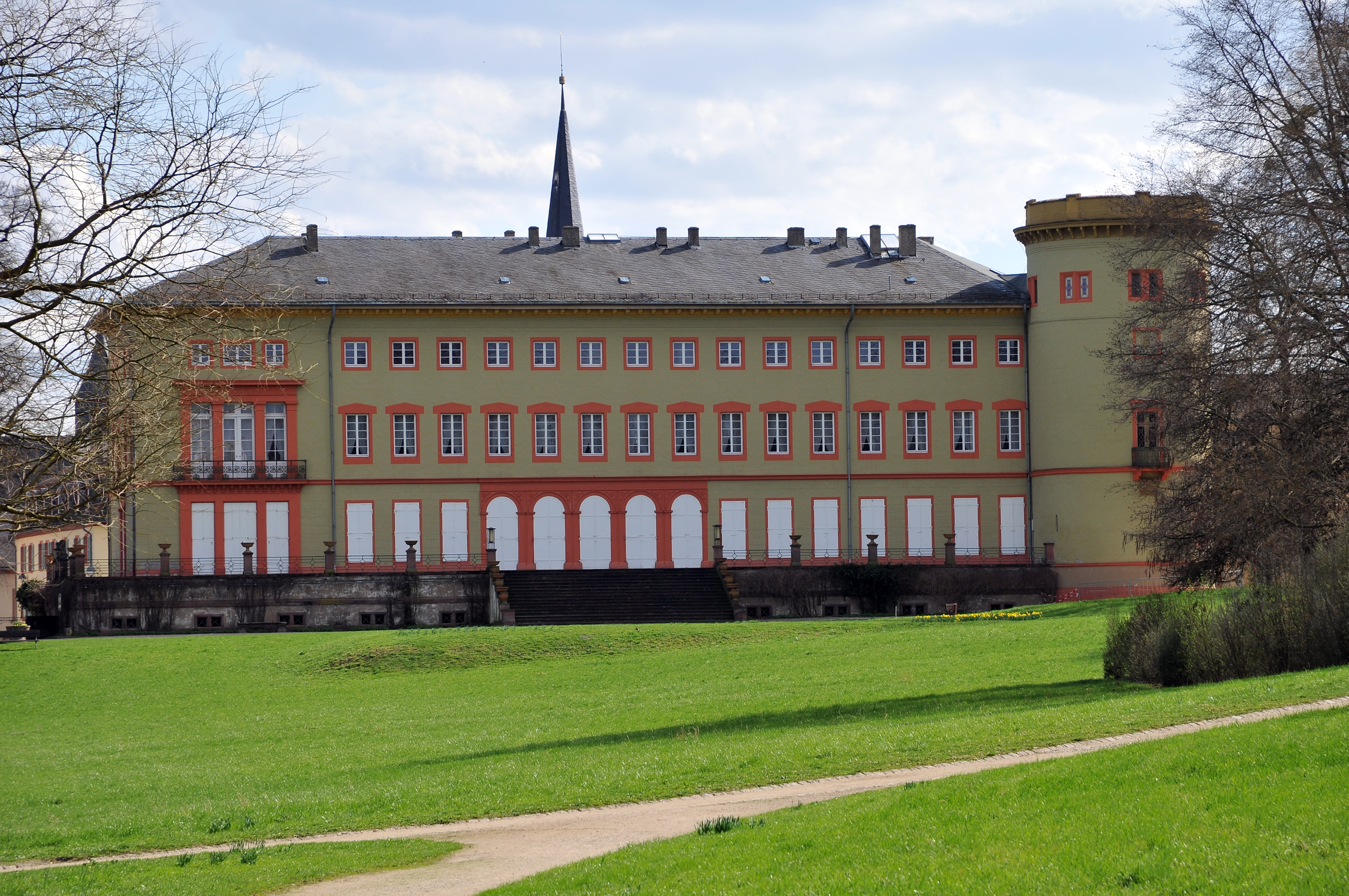
Il castello di Herrnsheim

Dopo la sconfitta di Napoleone, Dalberg e Talleyrand aderirono entrambi al governo provvisorio del 1814, assistendo entrambi ai lavori del Congresso di Vienna. Il 22 luglio 1814, re Luigi XVIII di Francia concesse a Dalberg la gran croce dell'Ordine della Legion d'onore.
Dalberg lasciò la Francia durante i Cento Giorni nei quali Napoleone tornò dall'esilio, tornandovi poi con la Restaurazione borbonica. Il 17 agosto 1815, venne nominato pari di Francia e ministro di stato. Il 26 gennaio 1816, venne nominato ambasciatore francese alla corte di Torino. Nella camera dei pari, si schierò a favore della costituzione francese del 1814 propugnata dal cardinale Louis-François de Bausset. Si schierò contro le leggi per la restrizione della libertà di stampa nel 1824 e fece parte del comitato filelleno di Parigi del 1827.
Al momento dello scoppio della rivoluzione di luglio del 1830, si trovava in Italia e non tornò in patria per assistere al processo ai ministri di Carlo X. Sotto il governo di Luigi Filippo di Francia, la sua salute non gli permise di accettare l'ambasciata in Russia che gli venne offerta.
Si ritirò nel castello di Herrnsheim, a Worms, dove morì il 27 aprile 1833.
Fervente collezionista di disegni antichi, acquistò pezzi dalla collezione di Pierre-Jean Mariette e del marchese di Lagoy, collezione che poi cedette a Luigi I d'Assia e si trova oggi a Darmstadt, presso l'Hessisches Landesmuseum.

## Matrimonio e figli
Il 27 febbraio 1808 a Parigi, Emmerich Joseph von Dalberg sposò Maria Pellegrina Teresa Brignole Sale (1787 - 15 dicembre 1825, Herrnsheim), dama di palazzo dell'imperatrice Maria Luisa (1810-1814). La coppia ebbe un'unica figlia:
- Maria Luisa Pellina (6 gennaio 1813, Parigi - 14 marzo 1860, Brighton), sposò il 9 luglio 1832 a Parigi, Ferdinand Dalberg-Acton, VII baronetto (24 luglio 1801 - 31 gennaio 1837, Parigi), che assunse anche il cognome di Dalberg. Dopo la morte del primo marito nel 1837, Maria Luisa sposò Granville Leveson-Gower (che divenne II conte Granville nel 1846).

## Antenati
|                                        |                                   |                                                  | Genitori                                        |  |  | Nonni |  |  | Bisnonni                      |  |  | Trisnonni                          |  |
|                                        |                                   |                                                  |                                                 |  |  |       |  |  | Wolfgang Eberhard von Dalberg |  |  | Philipp Franz Eberhard von Dalberg |  |
|                                        |                                   |                                                  |                                                 |  |  |       |  |  | Wolfgang Eberhard von Dalberg |  |  | Philipp Franz Eberhard von Dalberg |  |
|                                        |                                   | Anna Katharina Franziska von Dalberg             |                                                 |  |  |       |  |  | Wolfgang Eberhard von Dalberg |  |  |                                    |  |
| Franz Heinrich von Dalberg             |                                   |                                                  |                                                 |  |  |       |  |  | Wolfgang Eberhard von Dalberg |  |  |                                    |  |
|                                        |                                   | Maria Anna von Greiffenclau zu Vollrads          | Johann Erwein von Greiffenclau zu Vollrads      |  |  |       |  |  |                               |  |  |                                    |  |
|                                        |                                   | Maria Anna von Greiffenclau zu Vollrads          | Johann Erwein von Greiffenclau zu Vollrads      |  |  |       |  |  |                               |  |  |                                    |  |
|                                        |                                   | Maria Anna von Greiffenclau zu Vollrads          | Anna Lioba von Sickingen                        |  |  |       |  |  |                               |  |  |                                    |  |
| Wolfgang Heribert von Dalberg          |                                   | Maria Anna von Greiffenclau zu Vollrads          |                                                 |  |  |       |  |  |                               |  |  |                                    |  |
|                                        |                                   | Karl Anton Ernst Damian Heinrich von und zu Eltz | Johann Jakob von und zu Eltz                    |  |  |       |  |  |                               |  |  |                                    |  |
|                                        |                                   | Karl Anton Ernst Damian Heinrich von und zu Eltz | Johann Jakob von und zu Eltz                    |  |  |       |  |  |                               |  |  |                                    |  |
|                                        |                                   | Karl Anton Ernst Damian Heinrich von und zu Eltz | Anna Maria Antoinetta von und zu Eltz           |  |  |       |  |  |                               |  |  |                                    |  |
| Maria Sophie Anna von Eltz-Kempenich   |                                   | Karl Anton Ernst Damian Heinrich von und zu Eltz |                                                 |  |  |       |  |  |                               |  |  |                                    |  |
|                                        |                                   | Helene Katharina Wambolt von Umstadt             | Heinrich Fredrich Wambolt von Umstadt           |  |  |       |  |  |                               |  |  |                                    |  |
|                                        |                                   | Helene Katharina Wambolt von Umstadt             | Heinrich Fredrich Wambolt von Umstadt           |  |  |       |  |  |                               |  |  |                                    |  |
|                                        |                                   | Helene Katharina Wambolt von Umstadt             | Eva Maria Wambolt von Umstadt                   |  |  |       |  |  |                               |  |  |                                    |  |
| Emmerich Joseph von Dalberg            |                                   | Helene Katharina Wambolt von Umstadt             |                                                 |  |  |       |  |  |                               |  |  |                                    |  |
|                                        | Franz Pleickard Ulner von Dieburg | Johan Frantz Gernand Ulner von Dieburg           |                                                 |  |  |       |  |  |                               |  |  |                                    |  |
|                                        | Franz Pleickard Ulner von Dieburg | Johan Frantz Gernand Ulner von Dieburg           |                                                 |  |  |       |  |  |                               |  |  |                                    |  |
|                                        | Franz Pleickard Ulner von Dieburg | Maria Dorothea von Bettendorf                    |                                                 |  |  |       |  |  |                               |  |  |                                    |  |
| Johann Wilhelm Franz Ulner von Dieburg | Franz Pleickard Ulner von Dieburg |                                                  |                                                 |  |  |       |  |  |                               |  |  |                                    |  |
|                                        |                                   | Maria Theresia Josepha von Haxthausen            | Johann Raab von Haxthausen                      |  |  |       |  |  |                               |  |  |                                    |  |
|                                        |                                   | Maria Theresia Josepha von Haxthausen            | Johann Raab von Haxthausen                      |  |  |       |  |  |                               |  |  |                                    |  |
|                                        |                                   | Maria Theresia Josepha von Haxthausen            | Margaretha Concordia von Syrgenstein            |  |  |       |  |  |                               |  |  |                                    |  |
| Elisabeth Augusta Ulner von Dieburg    |                                   | Maria Theresia Josepha von Haxthausen            |                                                 |  |  |       |  |  |                               |  |  |                                    |  |
|                                        |                                   | Johann Adolf Josef Alexander von Loë zu Wissen   | Philip Christoph von Loë zu Wissen              |  |  |       |  |  |                               |  |  |                                    |  |
|                                        |                                   | Johann Adolf Josef Alexander von Loë zu Wissen   | Philip Christoph von Loë zu Wissen              |  |  |       |  |  |                               |  |  |                                    |  |
|                                        |                                   | Johann Adolf Josef Alexander von Loë zu Wissen   | Anna Maria Theresia von Winckelhausen           |  |  |       |  |  |                               |  |  |                                    |  |
| Maria Luisa von Loë zu Wissen          |                                   | Johann Adolf Josef Alexander von Loë zu Wissen   |                                                 |  |  |       |  |  |                               |  |  |                                    |  |
|                                        |                                   | Maria Catharina Anna Martina von Wachtendonck    | Johann Hermann Adrian Diederik von Wachtendonck |  |  |       |  |  |                               |  |  |                                    |  |
|                                        |                                   | Maria Catharina Anna Martina von Wachtendonck    | Johann Hermann Adrian Diederik von Wachtendonck |  |  |       |  |  |                               |  |  |                                    |  |
|                                        |                                   | Maria Catharina Anna Martina von Wachtendonck    | Anna Marie Auguste von und zu Weichs zur Wenne  |  |  |       |  |  |                               |  |  |                                    |  |
|                                        |                                   | Maria Catharina Anna Martina von Wachtendonck    |                                                 |  |  |       |  |  |                               |  |  |                                    |  |